# Jules-Marius Ogouebandja
Jules-Marius Ogouebandja (19 de abril de 1950) é um político e diplomata gabonês.
Ogouebandja nasceu em Libreville. Foi embaixador na Itália, Grécia, Turquia, e Chipre de 1987 a 1992 e depois embaixador em Espanha de 1992 a 2001. Foi nomeado embaixador nos Estados Unidos em 26 de setembro de 2001 e apresentou credenciais em 10 de outubro de 2001. Depois foi nomeado pelo governo do Gabão como Secretário Executivo da Agência Nacional de Parques Nacionais, além do cargo como Alto Comissário da Presidência da República, em 24 de julho de 2008.